# Willesden Junction (stacja)
Willesden Junction – stacja kolejowa w Londynie zarządzana przez London Overground i stanowiąca punkt przesiadkowy między trzema liniami obsługiwanymi przez tego przewoźnika:
- Watford DC Line (Watford - Euston).
- North London Line (Richmond - Stratford)
- West London Line - północny kraniec linii, południowym jest Clapham Junction

Ze stacji korzysta także Metro londyńskie, którego pociągi zatrzymują się tu w ramach linii Bakerloo Line. Stacja posiada 5 peronów na dwóch poziomach. Dwa perony, używane wyłącznie przez London Overground, znajdują się na poziomie sąsiedniej ulicy. Trzy pozostałe, z czego 2 wykorzystywane są wspólnie przez metro i kolej, a jeden zarezerwowany dla tej ostatniej, usytuowane są poniżej.